# TheKairi78
Pour les articles homonymes, voir TK.
TheKairi78, stylisé TheKAIRI78, parfois raccourci TK78, de son vrai nom Jaoued Daouki, né le 18 août 1987 à Sidi Smaïl (Maroc), est un vidéaste web et streamer franco-marocain.

## Biographie

### Enfance et jeunesse
Jaoued Daouki naît le 18 août 1987 à Sidi Smaïl, dans la région de Casablanca-Settat, au Maroc. Il émigre en France à l'âge de 7 ans. Son parcours scolaire le conduit à quitter le collège à 16 ans, après avoir redoublé deux fois en classe de quatrième. S'orientant vers la boulangerie, il se forme pendant huit ans chez Auchan. Cependant, une allergie à la farine l'amène à devenir cariste chez Peugeot pendant une courte période, avant de se consacrer pleinement à sa chaîne.

### Débuts sur YouTube
Il crée sa chaîne YouTube le 9 août 2011 à l'âge de 23 ans.
Le 12 août 2011, TheKAIRI78 éclot avec une vidéo sobrement intitulée « call of duty black ops zombie défi »,. Daouki y lance un défi à la communauté, en quête de battre l'un de ses records. Longtemps, il reste une figure de proue de la communauté Call Of Duty,.
Élargissant ses horizons, Daouki diversifie son contenu. Les « conseils de grand frère » deviennent une oreille attentive, prodiguant soutien aux plus jeunes face à leurs tourments familiaux, affectifs ou scolaires[non neutre]. Avec humour, il donne vie au personnage de Rachid, un être farfelu et muet, maître des grimaces, faisant tout à rebours. Entre vlogs, défis, et FAQ, Daouki gagne de l'ampleur.

### Ascension
Le 23 octobre 2015, TheKairi78 publie la vidéo « Mon Compte Twitter Bloqué : Coup de gueule !! », qui devient la deuxième vidéo la plus vue de sa chaîne. Dans cette vidéo, il casse accidentellement sa lampe en effectuant des coups de coude sur son bureau, un acte qui devient un mème Internet, tout comme les phrases « Fils de pute ma lumière » et « Vos mères c'est des dinosaures », reprises par de nombreux vidéastes et influenceurs pour des remix et parodies. Daouki avait déjà attiré l'attention en réalisant un bain rempli de Coca-Cola et en faisant exploser des pétards dans sa salle de bain.
Après ce pic de vues, TheKAIRI78 récidive durant l'été 2016 avec la vidéo « Pokémon Go : Fermez tous vos gueules maintenant », où il insulte ceux qui critiquaient sa passion pour Pokémon avant la popularité de Pokémon Go. Cette vidéo devient également culte. En juillet 2016, il poste plusieurs vidéos au sujet de son drone Phantom, qu'il fait voler dans sa chambre avant de le détruire volontairement, une destruction vivement critiquée sur Twitter. Les vidéos de dégustation de burgers et autres snacks postées durant la même période deviennent intégrantes de l'histoire de la chaîne de TheKAIRI78, avec des onomatopées célèbres comme « Mmh » et des répliques incontournables comme « My big burger ! » et « 1, 2, 3, Let's Go, Bismillah ». Les vidéos sur la chaîne de restauration O'Tacos et leur Giga Tacos, ainsi que les vidéos sur son appartement faussement hanté, font également parler d'elles,.

#### Apparition de Kenny
Kenny, de son vrai nom Kenny Vanderbecken, est d'abord un abonné fidèle de TheKAIRI78. Il fait sa première apparition sur la chaîne de Daouki déguisé en Spider-Man dans un « Conseil de grand frère », son visage masqué et son nom non révélé. TheKAIRI78 voit en Kenny un potentiel et décide d'organiser une série de faux lives où Kenny feint d’être possédé, de faire des rituels sataniques et de se masturber. À la suite du succès de ces vidéos, Daouki invite Kenny à emménager chez lui pour réaliser plus de vidéos. À partir du premier jour du ramadan, une série nommée « Kenny rate son ramadan » débarque sur la chaîne. Dans chaque épisode, Kenny mange de la nourriture dans des endroits insolites : sous une table, dans le réfrigérateur, dans une baignoire, derrière un écran de télévision, dans un carton, etc. Cette série devient culte. Les vidéos de faux achats compulsifs de Kenny sont également connues où Kenny est le principal protagoniste.

#### Vidéos avec Chelxie (2018-2019)
TheKairi78 a collaboré avec Chelxie sur de nombreuses vidéos, souvent axées sur des pranks et une complicité amicale. Chelxie, gameuse anciennement semi-pro, est connue pour ses contenus sur Fortnite et Counter Strike. Parmi leurs collaborations notables figurent des vidéos telles que "Je prank le 18-25 avec TheKairi78" et d'autres jouant sur une fausse relation. Ils ont également travaillé avec d'autres créateurs, comme Kenny et David Lafarge.

### Streaming (depuis 2019)
En juillet 2019, TheKairi78 fait la transition de YouTube à Twitch, où il commence à streamer régulièrement, attirant souvent plus de 10 000 spectateurs en direct. Sa popularité sur Twitch se confirme, avec des streams variés, incluant des jeux comme Fortnite et Call of Duty, ainsi que des sessions de discussions en « Just Chatting ».
En 2021, il décide de se consacrer pleinement à sa carrière de streameur, renforçant sa présence sur la plateforme.

#### Bannissement de Twitch (2023)
En 2023, TheKairi78 est banni de Twitch à la suite d'un live où il répond aux accusations de viol portées à son encontre. Cette prise de parole a été jugée comme une infraction aux lignes de conduite de la communauté et aux conditions d'utilisation de Twitch, entraînant la suspension de sa chaîne.
Après son bannissement de Twitch, TheKairi78 se tourne vers YouTube pour continuer ses diffusions en direct. Il reprend une activité régulière sur YouTube (malgré la démonétisation de sa chaîne depuis mars 2022), où il "semble" (ce dernier semant ouvertement le doute dans plusieurs de ses derniers lives ) prendre du plaisir à jouer à des jeux vidéos comme Fortnite ou encore GTA 5 RP sur le serveur FIVEM "Continental V RP", accompagné de son équipe.

## Polémiques et controverses

### Couple avec une mineure (2020)
Le 1er juillet 2020, le compte Twitter « NathFurax » publie un tweet, désormais disparu, mais visible dans une vidéo de Yass, révélant Daouki en compagnie de Julie Pospieszny, une jeune fille de 16 ans :

« Ça fait des mois que je t'appelle Papa Ours pour apprendre que tu sors avec une michto de 16 ans @TheKAIRI78 ? Je suis complètement dégoûté. »

— NathFurax, 1er juillet 2020, Twitter
Quelques heures plus tard, Daouki confirme dans un tweet sa relation avec Julie, malgré leurs 17 ans de différence. Il affirme son amour pour elle et la bénédiction des parents de la jeune fille, rappelant que cette union est légale en France.
Deux jours plus tard, Daouki annonce sa séparation d'avec Julie, mais des internautes les aperçoivent de nouveau ensemble. Leur liaison renaît, et ils restent unis jusqu'en mai 2021, date à laquelle ils se séparent définitivement,.
Le 6 mars 2025, Julie Pospieszny est retrouvée morte dans son appartement de Corbeil-Essonnes. Les policiers, qui écartent la piste criminelle, découvrent des traces de sang ainsi que des bouteilles de protoxyde d'azote dans son appartement. Selon ses proches, la jeune femme ne donnait plus de nouvelles depuis une quinzaine de jours et souffrait de dépression. Daouki annonce sa mort le lendemain, dans une story publiée sur son compte Instagram. Celui-ci écrit : « T'es partie sans me dire au revoir, je t'ai toujours aimée, mon amour envers toi a toujours été sincère, part en paix mon cœur car un jour ou l'autre je te rejoindrai. Repose en paix J-J ». Sa mort est confirmée par sa famille quelques heures plus tard.

### Exclusion lors de l'avant-première deKaizenau Grand Rex (2024)
Lors de l'avant-première du film documentaire Kaizen d'Inoxtag au Grand Rex, Daouki a été prié de quitter la salle par un représentant de Webedia qui l'a informé qu'il n'était pas le bienvenu à l'événement,.

## Affaires juridiques

### Promotion de NFT
Jaoued Daouki a fait l'objet d'une enquête de la part de la Direction départementale de la protection des populations (DDPP) des Yvelines. L'enquête a mis en évidence qu'il effectuait des placements de produits sans en indiquer l'intention commerciale et qu'il faisait la promotion du projet « crazykartssociety », consistant en l'achat de jetons non fongibles (NFT), promettant un enrichissement rapide et divers gains inexistants, ainsi que la participation à des parties de jeu n'ayant jamais vu le jour malgré la vente de ces NFT. Ces faits ont été commis entre janvier et mai 2022. Ils ont été qualifiés de pratiques commerciales trompeuses à l'issue de l'enquête. En guise d'alternative aux poursuites pénales, Jaoued Daouki a accepté une transaction proposée par la DDPP des Yvelines lui imposant de verser 45 000 euros au Trésor public.

### Accusation de viol
En 2023, le parquet de Paris ouvre une enquête à la suite d'une plainte déposée contre Jaoued Daouki. Une femme affirme avoir été victime de viol et d'avoir été droguée,. Les analyses médicales révèlent que cette dernière n'a pas été droguée, ce qui va à l'encontre de ses premières déclarations.
Jaoued Daouki déclare avoir été « très surpris » par ces accusations. Il répond à ces allégations lors d'un live sur Twitch. Cependant, à la suite de cette prise de parole, il est banni de la plateforme, car son contenu ne respecte pas les règles de la communauté de Twitch.